# Orehek (Postojna, Slovenija)
Orehek je naselje u slovenskoj Općini Postojni. Orehek se nalazi u pokrajini Notranjskoj i statističkoj regiji Notranjsko-kraškoj. 

## Stanovništvo
Prema popisu stanovništva iz 2002. godine naselje je imalo 189 stanovnika.